# جولیانو جانیکدا
جولیانو جانیکدا (به ایتالیایی: Giuliano Giannichedda) بازیکن فوتبال اهل ایتالیا است که از سال ۱۹۹۹ میلادی عضو تیم ملی فوتبال ایتالیا بوده و در ۳ بازی ملی حضور داشته‌است. او در بازی‌های ملی‌اش گلی به ثمر نرساند.
جولیانو جانیکدا آخرین بازی ملی خود را در سال ۱۹۹۹ میلادی انجام داد.